# Sud (periodico 1945)
Sud - Rivista culturale fu un periodico edito a Napoli dal 1945 al 1947 per sette numeri. Fondata e diretta da Pasquale Prunas, vide in redazione la collaborazione di Luigi Compagnone, Samy Fayad, Giuseppe Patroni Griffi, Raffaele La Capria, Ennio Mastrostefano, Anna Maria Ortese, Vasco Pratolini, Francesco Rosi, Rocco Scotellaro, Tommaso Giglio, Domenico Rea, Gianni Scognamiglio e altri. 
Una ristampa anastatica integrale è stata curata da Giuseppe Di Costanzo per l'editore Palomar.
Nel 2004 nacque una nuova rivista con lo stesso nome che si proponeva di riprendere il progetto del periodico dell'immediato dopoguerra; questa nuova pubblicazione ebbe come primo direttore lo scrittore campano Francesco Forlani.